# Explorations chinoises
Les explorations chinoises sont les voyages exploratoires de Chinois à l'étranger, sur terre et sur mer, du IIe siècle av. J.-C. au XVe siècle. 

## Par voie terrestre

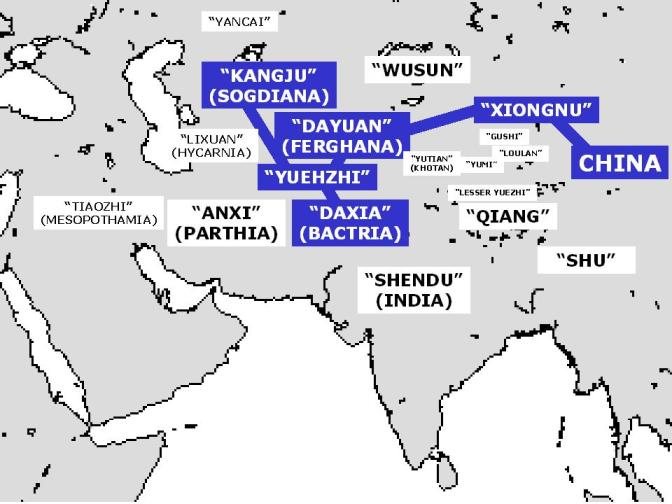
Carte représentant les pays décrits par Zhang Qian dans son rapport. Ceux qu'il a visités personnellement sont en bleu, pour les autres, il a compilé des informations de seconde main.

À partir de l'an 133 av. J.-C., l'empereur de Chine Han Wudi entre en guerre contre la confédération des peuples nomades Xiongnu. Afin de trouver des alliés pour l'aider dans ce conflit, Wudi envoie un diplomate, Zhang Qian, en mission vers l'ouest, afin de contacter les Yuezhi qui ont été chassés de leur territoire par les Xiongnu en -177 et se sont installés en Daxia.
Même si Zhang ne réussit pas à convaincre les Yuezhi de s'allier aux Han, sa mission l’amène à voyager au-delà du bassin du Tarim, permettant ainsi à la Chine d'entrer en contact avec les royaumes d'Asie centrale, la Perse hellénisée, l'Inde et le Moyen-Orient. À court et moyen terme, ce voyage débouche sur une guerre avec le royaume de Dayuan pour alimenter en chevaux la cavalerie Han, la fondation du Protectorat des Régions de l'Ouest et l'ouverture de la route de la soie.
La guerre entre les Han et les Xiongnu reprend en l'an 73. En 97 Ban Chao,le général chinois victorieux des Xiongnu, envoie vers l'ouest son émissaire, Gan Ying (甘英), afin qu'il atteigne "Da Qin" (Rome) par la voie terrestre. Si le texte de son rapport peut laisser penser qu'il voyage jusqu'en Syrie romaine, certains historiens pensent que Gan S'est arrêté sur les rives de la mer Noire et que sa description de Rome provient d'informations de seconde main.
Entre 629 et avril 645, le moine bouddhiste Xuanzang accomplit un pèlerinage qui le conduit de Chang'an, en Chine, à Nâlandâ, en Inde, avant de revenir à son point de départ. Ce voyage permet d'accroître considérablement les connaissances bouddhistes chinoises, avec l'introduction de plus de 650 textes, dont le Sūtra du Cœur et celui de la perfection de la sagesse. Après son retour en Chine, Xuanzang publie le Rapport du voyage en Occident à l'époque des Grands Tang, un récit de son voyage compilé sous sa direction par Bianji, un de ses disciples. Ce texte fait découvrir à la Chine des villes indiennes, telles que le port de Calicut, et consigne de nombreux détails concernant le Bengale du VIIe siècle. Bien des siècles plus tard, les péripéties de Xuanzang et son Rapport... vont inspirer Wu Cheng'en, auteur du roman La Pérégrination vers l'Ouest (chinois simplifié : 西遊記 ; chinois traditionnel : 西游记 ; pinyin : xīyóujì), une interprétation très romancée du voyage du moine, qui fait partie des quatre livres extraordinaires.
Après ces premières découvertes, l'exploration chinoise se déplace vers la sphère maritime, bien que la route de la soie menant jusqu'en Europe reste la source de commerce la plus lucrative pour la Chine.

## Par voie maritime

### Mer de Chine du Sud
Avant l'invention de la boussole par les Chinois au XIe siècle, la navigation était tributaire des vents de la mousson, qui soufflent en direction du nord de la zone équatoriale en été et du sud en hiver. Cela explique très probablement la facilité avec laquelle les voyageurs chinois du Néolithique ont pu partir de la Chine continentale pour s'installer sur l'île de Taïwan à l'époque préhistorique.
Après avoir vaincu le dernier des États chinois et consolidé son emprise sur la Chine proprement dite en fondant la Dynastie Qin (221-206 av. J.-C.), Qin Shi Huang décide d'étendre son territoire vers l'Ouest et le Sud. Pour faciliter son expansion vers le sud, il s’appuie sur sa marine, qui contribue à l'invasion terrestre de la région de Guangzhou/Canton et du nord du Viêt Nam. Appelée d'abord Jiaozhi puis Annam, la moitié nord du Viêt Nam va rester sous domination chinoise plus ou moins directe pendant des siècles et ne recouvre pas son indépendance avant 938 après J.-C. 
En 1975, des fouilles permettent de retrouver un ancien chantier naval à Canton. Les recherches permettent de le dater du début de la dynastie Han (202 av. J.-C. - 220 ap. J.-C.). Grâce aux trois plates-formes dont il était équipé, les ouvriers de ce chantier pouvaient construire des navires d'environ 30 m de long, 8 m de large et capables de supporter un poids de 60 tonnes.
Pendant la période des trois royaumes, qui suit la chute de la dynastie Han, c'est le royaume de Wu qui devient la principale puissance maritime chinoise, ses marins et autres voyageurs explorant régulièrement les côtes de la mer de Chine. Les voyageurs les plus importants sont Zhu Ying (朱應) et Kang Tai, tous deux mandatés par Lü Dai, le gouverneur de Guangzhou et du Jiaozhi, au début du IIIe siècle. Bien que chacun de ces deux envoyés ait écrit un livre relatant ses voyages, il en reste très peu de traces, les deux écrits ayant été perdus au cours du XIe siècle. C'est ainsi que Zhu a écrit le "Registre des curiosités de Phnom" (chinois simplifié : 扶南异物志 ; chinois traditionnel : 扶南異物誌 ; pinyin : Fúnán Yìwù Zhì), dont le texte est intégralement perdu, et Kang les "Contes de pays étrangers pendant la période Wu" (chinois simplifié : 吴时外国传 ; chinois traditionnel : 吳時外國傳 ; pinyin : Wúshí Wàiguó Zhuàn), dont quelques bribes ont survécu sous la forme de références éparses dans d'autres ouvrages, dont le Shuijing Zhu et le Yiwen Leiju.
En l'an 403, pendant la Dynastie Jin de l'Est, un rebelle connu sous le nom de Lu Xun occupe pendant 6 ans la ville de  Panyu, qui est alors le plus grand port maritime du sud de la Chine. Lorsque les autorités chinoises réagissent, il réussit à repousser les attaques de l'armée impériale pendant cent jours, avant de s'enfuir par la voie maritime, en mer de Chine méridionale, depuis une commanderie côtière.

### Asie du Sud-Est
Entre le XVe et le XVIIIe siècle, les marchands chinois explorent une grande partie de l'Asie du Sud-Est. Certaines parties de la Malaisie sont colonisées par des familles chinoises durant cette période, et des garnisons chinoises sont même implantées dans la région. De même, certains commerçants chinois s'installent dans le nord de l'ile de Java dans les années 1400. Après une période de fermeture totale au commerce extérieur, les autorités chinoises autorisent à nouveau le commerce maritime avec l'étranger en 1567, avant un quota annuel de 50 jonques. Dès lors, des centaines de colonies commerciales chinoises se développent dans les régions qui correspondent actuellement à la Malaisie, l'Indonésie et les Philippines.

### Océan Indien et au delà

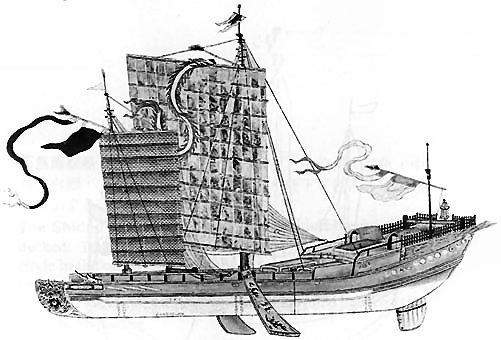
Dessin représentant une jonque de la dynastie Qing (XVIIIe siècle). Les navires chinois de la période Qing sont équipés de coques divisées en plusieurs compartiments étanches

Des envoyés chinois naviguent dans l'océan Indien à partir de la fin du IIe siècle av. J.-C. et auraient atteint Kanchipuram, qu'ils nomment Huangzhi (黄支),, ou encore l'Éthiopie, comme l'affirment les érudits éthiopiens. À la fin du IVe et au début du Ve siècle, des pèlerins chinois comme Faxian, Zhiyan et Tanwujie, commencent à se rendre en Inde par la voie maritime et ramènent en Chine des écrits et des sutras bouddhistes. Selon les archives chinoises qui nous sont parvenues, au VIIe siècle, ce sont pas moins de 31 moines chinois, dont I Ching, qui réussissent à atteindre l'Inde en empruntant le même chemin. En 674, l'explorateur privé Daxi Hongtong fait partie des premiers Chinois à réussir à atteindre la pointe sud de la péninsule arabique, après avoir traversé 36 pays situés à l'ouest de la mer de Chine méridionale.
Les marchands et diplomates chinois des dynasties Tang (618-907) et Song (960-1279) naviguent souvent dans l'océan Indien, après être passés par des ports d'Asie du Sud-Est. Les marins chinois se rendent en Malaisie, en Inde, au Sri Lanka, dans le golfe Persique, sur l'Euphrate dans l'Irak actuel, dans la péninsule arabique et en mer Rouge; en s'arrêtant pour faire du commerce en Éthiopie et en Égypte. La porcelaine chinoise est alors très appréciée dans la ville de Fostat, à côté du Caire.

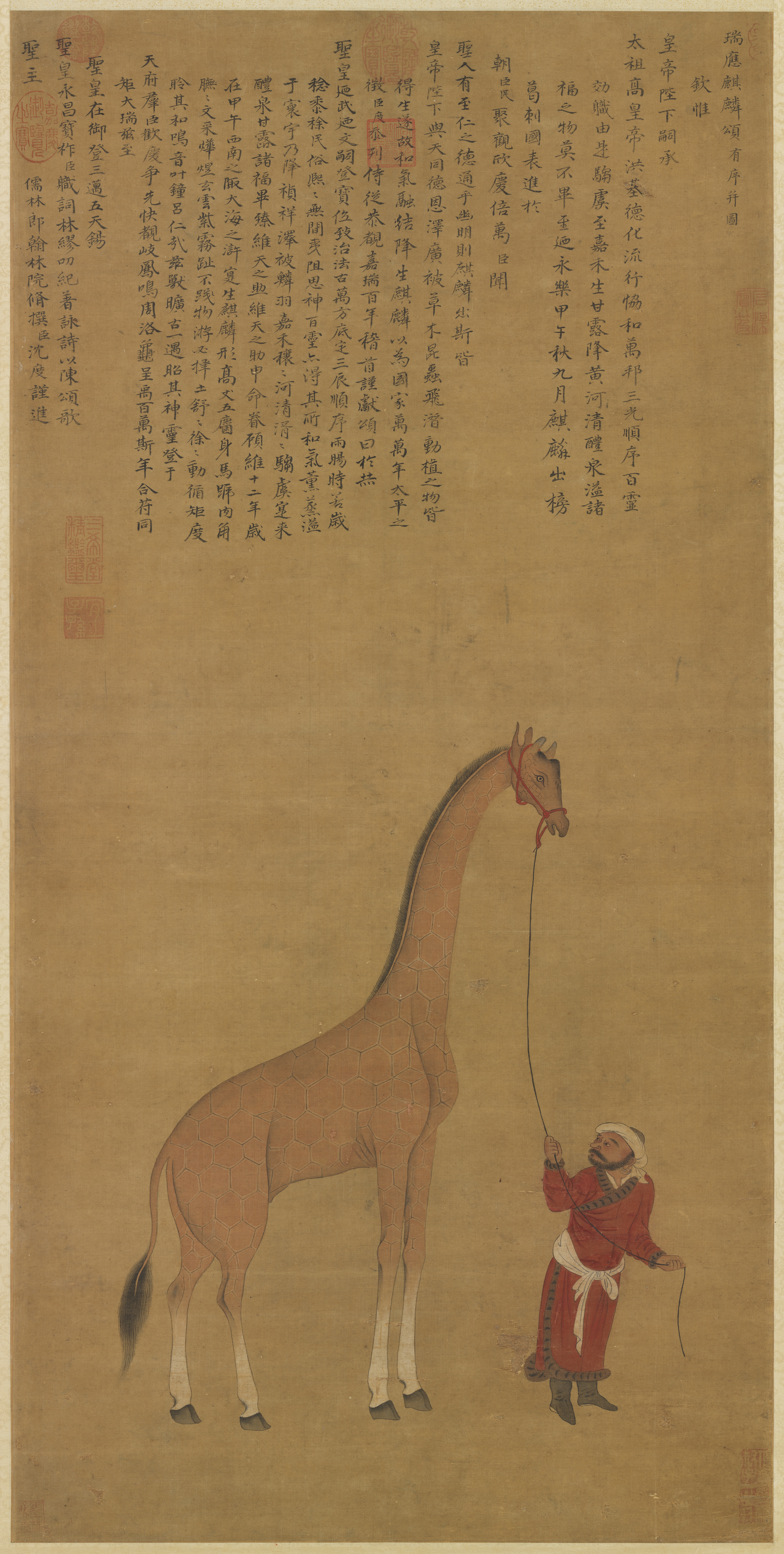
Une girafe ramenée de Somalie par Zheng He durant la 12éme année du règne de l'empereur Yongle (1414)

À la fin du VIIIe siècle, le chancelier Jia Dan (en) rédige le Gujin Junguo Xiandao Siyi Shu (chinois traditionnel : 古今郡國縣道四夷述 ; litt. « Itinéraire entre Guangzhou et les mers barbares »), un ouvrage en 40 volumes sur les voies de communication et les routes commerciales entre la Chine et l'étranger. Cet ouvrage est perdu, mais certains passages ont été repris et sauvegardés dans le Xin Tangshu, en particulier ceux sur les trois routes maritimes reliant la Chine à l'Afrique de l'Est. Jia Dan décrit également les grands phares-minarets du golfe Persique, dont l'existence est confirmée un siècle plus tard par les écrits d'Ali al-Masudi et d'Al-Maqdisi. D'autres écrivains chinois décrivent l'Afrique avec précision à partir du IXe siècle. L'écrivain Duan Chengshi, par exemple, écrit en 863 sur la traite des esclaves, le commerce de l'ivoire et de l'ambre gris de Berbera, en Somalie. Les ports maritimes chinois tels que Guangzhou et Quanzhou accueillent des milliers de voyageurs étrangers et de colons permanents, ce qui fait d'eux les centres urbains les plus cosmopolites du monde médiéval. Les jonques chinoises sont même décrites par le géographe marocain Al-Idrissi dans son ouvrage Nuzhat al-mushtāq fi'khtirāq al-āfāq (arabe : نزهة المشتاق في اختراق الآفاق , lit. « le livre des voyages agréables dans des pays lointains ») paru en 1154, avec la description des marchandises qui sont habituellement échangées et transportées à bord de ces navires.
De 1405 à 1433, de grandes flottes commandées par l'amiral Zheng He, un explorateur mandaté par l'empereur Ming Yongle, se rendent à sept reprises dans l'océan Indien. Ces voyages ne débuchent pas sur une expansion mondiale chinoise, car après la mort de Yongle, son successeur, appuyé par la bureaucratie confucéenne impériale, met fin à cette politique d'exploration et en 1500, la construction d'une jonque maritime de plus de deux mâts devient un délit puni de la peine capitale. Dès lors, les commerçants chinois se contentent de commercer avec les États vassaux déjà existants et situé à proximité de la Chine. Pour eux, voyager loin vers l'est, dans l'océan Pacifique, représente une expédition dans un vaste désert d'eau, avec des bénéfices commerciaux incertains.

### Échanges
Les musulmans chinois attribuent traditionnellement au voyageur musulman, et compagnon du prophète, Sa`d ibn Abi Waqqas le mérite d'avoir introduit l'Islam en Chine en l'an 650, pendant le règne de l'empereur Tang Gaozong,. Ceci étant, les historiens modernes n'ont trouvé aucune preuve fiable de son voyage en Chine. Selon certains chercheurs, en 1008, le capitaine égyptien Domiyat, agissant au nom du calife fatimide Al-Hakim bi-Amr Allah, se serait rendu au Shandong, sur un site de pèlerinage bouddhiste, afin de trouver l'empereur Song Zhenzong pour lui remettre des cadeaux, ainsi qu'à sa cour. Ce voyage permet de rétablir les liens diplomatiques entre la Chine et l'Égypte, qui étaient rompus depuis la période des cinq dynasties et des dix royaumes (907-960). En 1077, une ambassade commerciale de Rajendra Kulottunga Chola Ier (en), souverain du royaume indien de Chola, arrive à la cour de l'empereur Song Shenzong. Les accords commerciaux qui en découlent fortifient les économies des deux empires.

## Technologie
En Chine, le gouvernail d'étambot apparait dès le Ier siècle après J.-C., ce qui permet de mieux diriger les navires que les systèmes utilisant des rameurs. Ma Jun (vers 200-265 après J.-C.), un ingénieur mécanique et fonctionnaire du gouvernement du royaume de Wei durant la période des trois royaumes, invente le chariot pointant le sud. Il s'agit d'un véhicule faisant office de boussole non magnétique, qui fonctionne en utilisant un mécanisme de différentiel, qui permet d'appliquer un couple égal à des roues tournant à des vitesses différentes. Conçu au départ pour les déplacements terrestres, ce mécanisme est ensuite utilisé pour se repérer en mer, comme l'indique un texte datant du VIe siècle,. 
Presque 800 ans après Ma Jun, le scientifique chinois Shen Kuo (1031-1095) est le premier à décrire la boussole magnétique à aiguille, ainsi que son utilité pour une navigation précise, en découvrant le concept de Vrai Nord,. Dans son ouvrage Pingzhou Ketan (萍洲可谈) publié en 1119, l'auteur et historien Zhu Yu, de la dynastie Song, décrit l'utilisation de cloisons pour compartimenter les coques des navires chinois, ce qui permet d'éviter qu'un navire ne coule si une partie de la coque est endommagée.

## Voir également
- Route de la soie
- Grandes découvertes
- Histoire maritime (en)
- Guerre navale
- Histoire de la cartographie en Chine
- Histoire navale de la Chine
- Histoire des sciences et techniques en Chine
- Zheng He
- Gavin Menzies
- Arcade Huang, Voyageur chinois des XVIIe et XVIIIe siècles ayant visité l'Europe
- Louis Fan, Voyageur chinois du XVIIIe siècle ayant visité l'Europe
- Shen Fuzong, Voyageur chinois du XVIIe siècle ayant visité l'Europe
- Wang Dayuan, Voyageur chinois du XIVe siècle ayant visité l'Afrique du Nord